# Margarete Schmid
Margarete Schmid (* 9. Oktober 1914 in Innsbruck; † 11. Jänner 1997 in Wien) war eine österreichische Philosophin, römisch-katholische Theologin und Gründerin der Theologischen Kurse der Erzdiözese Wien und des Instituts Fernkurs für theologische Bildung der Österreichischen Bischofskonferenz.

## Leben
Margarete Schmid wurde als fünftes von sieben Kindern in einer gutsituierten Mittelstandsfamilie in Innsbruck geboren. Da zur damaligen Zeit das Theologiestudium für Laien, zumal Frauen, ausgeschlossen war, nahm sie an der Philosophischen Fakultät der Universität Innsbruck das Studium der Philosophie, Pädagogik, Geschichte und Germanistik auf. 1937 schloss sie ihr Studium mit einem philosophischen Doktorat ab und trat 1938 auf Einladung des Generalsekretärs Leopold Engelhart bei der Katholischen Aktion Wiens eine Stelle an. Nach Auflösung der Katholischen Aktion unter der NS-Herrschaft war sie im Wiener Seelsorgeamt tätig. Da infolge der Schließung aller katholischen Fakultäten mit Ausnahme Wiens die Stadt zum Treffpunkt von Akademikern und Intellektuellen geworden war, kam Margarete Schmid mit führenden Geistlichen und kulturellen Persönlichkeiten (Burgschauspieler, Schriftsteller, Philosophen und Theologen) in Kontakt: u. a. Otto Mauer, Alois Dempf, Karl Rahner, Erich Przywara und Romano Guardini. Nach Ende des Krieges studierte sie Katholische Theologie und erwarb 1956 ihr zweites Doktorat.

### Referat „Religiöses Schrifttum“
Im Wiener Seelsorgeamt übernahm sie die Leitung des Referats „Religiöses Schrifttum“, das sie bis 1985 betreute. 1947 gründete sie die Besprechungszeitschrift „Die Zeit im Buch“, die Neuerscheinungen fachkompetent und mit christlichem Wertemaßstab rezensierte und die sie bis 1996 leitete. 1951 gründete sie den Fernkurs „Lehrgang für Bücherkunde“, in dem Wissen zu Erwachsenen-, Kinder- und Jugendliteratur vermittelt wurde. Ab 1955 veranstaltete sie jährlich „Philologenwochen“.

### Theologische Kurse
1939 wurde sie mit der Mitplanung des „Theologischen Laienjahrs“ (heute: Theologische Kurse) beauftragt und ein Jahr später mit seiner Einrichtung und Betreuung. 1950 gründete sie den „Fernkurs für theologische Bildung“. Der Erfolg der Theologischen Kurse führte zu Gründungen in anderen Ländern: in der Schweiz, Deutschland (Düsseldorf und ab 1970 in Würzburg – Domschule Würzburg), in Italien (Brixen), in Ungarn und Ostdeutschland. Ein besonders wichtiges Ereignis für die Entwicklung ihrer Kurse war das Zweite Vatikanische Konzil, dessen Ergebnisse in den Lehrveranstaltungen umgehend Niederschlag fanden. Von 1967 bis 1968 gehörte Margarete Schmid der Theologischen Kommission der Wiener Synode an, deren Beschlüsse bei den Theologischen Kursen in Podiumsdiskussionen präsentiert wurden. Sie entwickelte mehrere Modelle der katholischen Erwachsenenbildung: 1970 den „Glaubenskurs“ (heilsgeschichtlich aufgebaut); 1975 „Glaubensseminar“ (nach dem Credo aufgebaut); 1971 „Didaktischer Kurs für Multiplikatoren“; 1979 „Glaubend älter werden, Didaktischer Kurs für Multiplikatoren“. Margarete Schmid leitete die Theologischen Kurse bis 1980.
Sie starb am 11. Jänner 1997 und wurde im Familiengrab am Wiltener Friedhof in Innsbruck beigesetzt.

## Zitate
„Laien zu befähigen, ihren Glauben zu bedenken und zu begründen – auf dem Niveau, auf dem sie sonst zu argumentieren und zu sprechen gewohnt sind.“